# STS–1
Az STS–1 volt az amerikai űrrepülőgép-program és a Columbia űrrepülőgép első repülése.

## Küldetés
A repülés elsődleges célja a teljes rendszer világűrkörülmények között történő kipróbálása volt. A tesztrepülések bizonyították az űreszköz biztonságos manőverező és leszálló képességét.

## Jellemzői

### Első nap
A tervezett időponttól (a szoftverek nem szinkronizáltak megfelelően) eltérően, két nappal később, 1981. április 12-én a szilárd hajtóanyagú gyorsítórakéták (SRB) segítségével Floridából, a Cape Canaveral (KSC) Kennedy Űrközpontból, a 39A jelű indítóállványról emelkedett a magasba. Az orbitális pályája 88,4 perces, 40,3 fokos hajlásszögű, elliptikus pálya perigeuma 240 kilométer, az apogeuma 251 kilométer volt. 
Felszálló tömeg indításkor 2 021 712 kilogramm, műveleti tömege a pályán 99 453 kilogramm, leszálló tömeg 88 665 kilogramm. Szállított hasznos teher felszálláskor/leszállásnál 4909 kilogramm
Az első űrrepülés amikor az újrafelhasználható egységeket (gyorsító rakéták) visszanyerték. Az első, a legbonyolultabb űreszköz tesztrepülése történt. A fellövés okozta károkkal az űrhajósok tisztában voltak, a várható katasztrófa ellenére elvégezték a meghatározott feladatokat.
Miután Föld körüli pályára álltak, az űrhajósok kinyitották a raktérajtót, és megkezdték a  beépített rendszerek műszaki ellenőrzését, a számítógépek alkalmazhatóságát. Raktérben különböző mérőműszereket helyeztek el, amelyek a repülés során (indításkor, emelkedésnél, orbitális repülésnél, leszálláskor) fellépő erő- és hőhatásokat mérték.

### Műszerek
1. Development Flight Instrumentation (DFI) – az űrsikló rendszereinek folyamatos ellenőrzésére (felszállás, orbitális mozgás, leszállás),
2. Aerodynamic Coefficient Identification Package (ACIP) – az űrsikló aerodinamikai tulajdonságait mérte a repülés ideje alatt,
3. Orbiter Experiment Program (OEX) – az űrsikló aerodinamikai együtthatójának meghatározása,
4. Detailed Supplementary Objective DSO S133 – az űrsikló kiegészítő programjainak ellenőrzése,
5. DSO S134 – kozmikus sugárzás mérése,
6. DSO S141 – az űrhajósok utazási állapotának ellenőrzése,,
7. Passive Optical Sample Assembly (POSA) – az űrsikló passzív adatainak mérése

Az űrhajósok kipróbálták a védőruházat fel- és levételét, mozgás (kutatás, szerelés) közbeni alkalmazhatóságát. 29 kísérletsorozatban kipróbálták a manőverező rendszer minden elemét. Megbizonyosodtak róla, hogy az űrrepülőgép megbízhatóan képes manővereket végezni és tartani a megfelelő orbitális magasságot. 50 méter kinyúlással kipróbálták a beépített manipulátor kart.
Az első repülés alatt még nem volt beszerelve az étel-előkészítő egység a középső fedélzeten, ezért hordozható ételmelegítőket használtak. Young és Crippen a pilótafülkében aludt ülésében, mivel a hálóegységek még nem álltak rendelkezésre.
Négy órával a leszállás előtt bezárták a raktér ajtaját.

### Tapasztalatok és módosításra
1. felszálláskor tapasztalható motorhangot, az indítóállomáshoz szerelt vízpermettel jelentősen csökkentették,
2. a gyorsító rakéták (SRB) leválásánál fehér festék fröccsent az ablakokra (temohab),
3. mechanikai rongálódások jöttek létre az űrsikló hajtóművei, valamint a gyorsító rakétahatóművel keltette rezgések (túlnyomásos hullám) következtében (hővédő csempék sérülése, külső mérőszonda). Műholdak segítségével megvizsgált sérüléseket nem tekintették életveszélyesnek. Leszállás után történt felületi ellenőrzésnél megállapították, hogy a hővédőpajzs csempéi károsodást szenvedtek a felszállás közben (16 darab teljesen megsemmisült, 148 darab megsérült).
4. egy energiatermelő berendezés meghibásodása miatt az öt naposra tervezett küldetést 2 napra rövidítette.

### Második nap
1981. április 14-én Kaliforniában az Edwards légitámaszpont (AFB) kiszáradt tómedrében szállt le. Összesen 2 napot, 6 órát, 20 percet és 53 másodpercet (2,26 nap) töltött a világűrben. 1 074 000 mérföldet (1 729 347 kilométert) repült, 37 alkalommal kerülte meg a Földet.
Egy különlegesen kialakított Boeing 747 tetején április 28-án visszatért kiinduló bázisára

## Személyzet
(zárójelben a repülések száma az STS–1-gyel együtt)
- John Young (6), parancsnok
- Robert Crippen (1), pilóta

### Tartalékszemélyzet
- Joe Engle (0), parancsnok
- Richard Truly (0), pilóta